# OxygenOS
OxygenOS je grafická nástavba operačního systému Android, kterou jsou vybaveny telefony čínského výrobce OnePlus. Toto uživatelské rozhraní se chlubí především jednoduchým a elegantním vzhledem a velkou spoustou funkcí, které uživateli velice ulehčují práci s telefonem.
Systém je určen pouze pro telefony jejich vlastní výroby. OxygenOS je určen pro telefony OnePlus pro zahraniční trh. Na čínském trhu je v těchto telefon použit HydrogenOS (H2OS).
Verze
V červenci 2021 OnePlus spojil OxygenOS s ColorOS od Oppo.
V říjnu 2020 byla vydána verze OxygenOS 11 založena na Androidu 11 for OnePlus 8/8T. Novinkami byl Always On Display, optimalizace pro psaní jednou rukou a další.
V září 2019 vyšla verze OxygenOS 10 založena na Androidu 10. Desátá generace přišla s řadou novinek, jako například s globálně tmavým režimem, novými živými tapetami a spoustou dalšího..